# 대행사
《대행사》는 2023년 1월 7일부터 2023년 2월 26일까지 방송되었던 JTBC 토일 드라마였다.

## 기획 의도
VC그룹 최초로 여성 임원이 된 고아인이 최초를 넘어 최고의 위치까지 자신의 커리어를 만들어가는 과정을 그린 우아하게 처절한 오피스 드라마

## 제작진

### 제작사
- 하우픽쳐스
- 드라마하우스스튜디오
- SLL

### 제작
- 박진형
- 손재성

### 극본
- 송수한

### 연출
- 이창민 : SBS 주말 특별 기획 드라마 《그린 로즈》(조연출), SBS 주말 특별 기획 드라마 《미녀의 탄생》(연출), SBS 아침 드라마 《물병자리》(조연출), SBS 아침 드라마 《태양의 신부》(연출), SBS 수목 드라마 《스타의 연인》(조연출), SBS 주말 드라마 《천만번 사랑해》(조연출), SBS 월화 드라마 《자이언트》(공동 연출), SBS 월화 드라마 《마이더스》(공동연출), SBS 주말 드라마 《내 사랑 나비부인》(연출), SBS 수목 드라마 《리멤버 - 아들의 전쟁》(연출), JTBC 금토 드라마 《맨투맨》(연출), JTBC 월화 드라마 《으라차차 와이키키》(연출), JTBC 월화 드라마 《으라차차 와이키키 2》(연출), JTBC 수목 드라마 《월간 집》(연출) 연출
- 조용원 : JTBC 수목 드라마 《너를 닮은 사람》(공동 연출) 연출

## 등장인물

### 주요 인물
- 이보영 : 고아인 역 - VC기획 제작2팀 CD

고아인. (高兒忍. 고통도 외로움도 참고 참아서 결국 정상에 오르는 아이)
미혼. 지방 국립대. 성공지상주의자. 돈시오패스. VC기획 제작2팀 CD.
“난 도망치지 않아, 난 도망치지 않아, 난...”
고아인에게 성공은 [트로피]가 아니라 [갑옷]이다.
도박꾼이자 술꾼인 아빠와 가출한 엄마 덕분에 7살 때부터 고모가 주는 눈칫밥을 먹으면서 자란 아인은 결심했다.
‘나는 절대 도망치지 않는다. 반드시 싸워서 이기는 사람이 될 거다’
강자가 되어야 살아남을 수 있다고 믿었기에. 쓰레기장에서 주워 온 참고서로 공부하며 더욱 독하게 자신을 몰아붙여 한국대 합격증을 받았지만, IMF 때문에 모든 장학금이 취소되었다. 결국 지방 국립대 입학을 결정한 아인은 졸업 후, 국내 1위 광고 대행사 VC기획에 만점으로 입사했다. 이후 아인은 19년간 감정 없는 기계처럼 일만 했다. PT 성공률, 연봉상승률, 성과급, TVCF 평가점수, 판매 상승률, 업계 1등... 돈과 성공에 미친 돈시오패스라는 오명에도 눈 하나 깜짝하지 않았다. 철저한 루틴을 만들고는 벗어나지 않았고. 흐트러진 모습을 보이지 않기 위해 언제나 하이힐에 풀 착장을 했다. 그렇게 스스로에게 날리는 채찍질 때문에 복용하는 약의 종류가 늘어났지만. 팀장(Creative Director) 딱 거기까지가 끝이었다. 실력으론 최초의 여자 임원이 되고도 남았으나 학벌이 부족했다. 후배나 동기가 임원이 된다는 것은 회사가 퇴사 사인을 날리는 것인데...
모두의 예상을 깨고 아인이 임원으로 발탁된다. 수많은 언론의 인터뷰와 축하가 물밀듯이 쏟아졌고. 처음으로 세상에 대한 두려움이 녹아내리려던 순간 아인은 자신이 얼굴마담 임원이라는 것을 알게 된다. 그것도 단 일 년짜리. 상무 승진은 독이 든 성배였다. 토사구팽이 될 것이다. 하지만 아인은 분노에 휩쓸리지 않았다. 위기에서도 기회를 포착한 순간. 다 계획이 있는 고아인 상무의 <회장 딸을 이용해 최초를 넘어 최고의 자리에 오르기> 위한 플랜이 시작된다.
- 손나은 : 강한나 역 - VC기획 SNS본부장/상무

스타 인플루언서, 단군 이래 재벌가 최강 미모.
"부모 덕에 사람 노릇하는 돌대가리들. 걔들이 사람이야? 울산바위지! 자수성가한 놈이랑 살 거니까 신경 꺼주세요."
강한나에게 성공은 [독립운동]이다.
'왕관을 쓰려는 자, 그 무게를 견뎌라'는 개뿔. 한나는 다르다. 왕관은 쓰되 무게를 견딜 생각은 없다. 내가 왕이 되면 가벼운 왕관 만들어서 쓰면 되지. 왜 그걸 견뎌? 학창시절엔 책 보면 멀미 난다고 아이돌 오빠들 따라다녔고. 졸업 후엔 정략결혼 시키려고 하자 미국으로 도망쳤고. 재벌답게 조용히 살라고 하자 SNS 인플루언서가 되었다. 잠수함처럼 살아야 하는 재벌가에서 고급 요트처럼 눈에 띄게 살아가는 철부지로. 학업에 뜻이 없어 간혹 맹해 보이지만 쉽게 보다간 큰코다친다. 감이 천재적이다. 딱 보면 직감적으로 안다. '저게 나한테 원하는 게 뭔지. 이게 돈이 될지 안 될지.' 재벌가 역대급 미인이라는 평 덕분에 혼사가 줄을 잇지만 싹 다 거절했다. 남들이 왜 내 인생을 결정해!!!라고 말하지만. 사실 마음에 둔 남자가 있다. 문제는 머슴이다. 아버지에게 월급 받는 그룹 비서실 소속 박영우 차장. 확 갖고 싶은데... 저 놈 가지면 그룹승계 자리는 영영 바이바이다. 지금도 장자 승계 가풍 때문에 부회장 자리는 오빠한테 기울었지만. 아직 포기하지 않았다. 한나 DNA엔 포기, 절망, 자책 같은 단어가 없다.
언젠가 찾아올 기회를 노리며 웅크리고 있던 중, 대행사로 출근하라는 연락을 받았다. 발판을 마련했으니 이제 점프만 하면 되는데, 출근 첫 날부터 전 직원 앞에서 상무 나부랭이인 고아인에게 면박을 당했다. 당하고는 못 사는 승질머리 꾹꾹 참으며 고아인 자료를 읽었는데...! 냄새가 난다. 저거 뭐 있다. 느낌이 온다. 내 과다. 전략적으로 생각하고 미친년처럼 행동하는 타입. 직감이 온다. 분명 쓸 데가 있다. 그때까지 살살 괴롭히자. 저런 머리 좋은 돌아이 하나쯤 옆에 둬서 나쁠 건 없다. 사나울수록 길들이기는 어려워도, 내 편으로 만들었을 땐 든든한 법이니까.
- 조성하 : 최창수 역 -  VC기획 기획본부장/상무

“니들 놀 때 공부해서 한국대 입학했고. 니들 술 마실 때 준비해서 공채로 입사했어. 그러니까 당연히 내가 니들 위에 있어야겠지?”
최창수에게 성공은 [당연함]이다.
남성, 한국대 경제학과, 공채출신. 최상무는 VC그룹 승진 3대 키워드를 모두 가진 인물이다. 거기에 냉철하고, 똑똑하고, 수 싸움까지 능하기에 단 한 번의 실패 없이 회사에서 승승장구 해 왔다. 최상무는 차기 대표가 되기 위해 회장의 눈에 띄어야 했고. 대학 동기인 비서실장을 통해 회장의 고민거리를 미리 알았다. 딸을 임원으로 출근시키기 위해 얼굴마담이 필요하다는 것. 그렇기에 쓰고 버리기 좋은 카드로 아인을 직접 추천했다. 이제 정년이 일 년 남은 조대표가 퇴임하면, 그 자리에 앉기만 하면 될 줄 알았는데. 이것이 최상무가 저지른 첫 번째 치명적 실수였다. 상무 정도면 감지덕지하겠지 하며, 통제 가능할 줄 알았던 아인이 자신의 수족 같은 인물들을 싹 정리해 버리자 그제야 위기감이 엄습한다. 대표 승진은커녕, 지금 자리까지 위태로운 상황이 되고 말았다. 이제 방법은 하나다. 죽거나 살아남거나.
살아남기 위해선 온 힘을 다해 고아인을 쳐내야 한다...
- 한준우 : 박영우 역 - VC그룹 본사 비서실 소속/차장

“한나 상무님은 상무님답게 앞장서서 1등 하세요. 저는 저답게 상무님 뒤에서 1등 머슴 할 테니까”
박영우는 성공하려면 [마음을 숨겨야] 한다.
그룹 비서실 소속으로 유학 시절부터 한나의 과외교사이자 오른팔. 고2 때까지 복싱선수로 활동했으나 본인이 세계 챔피언 감이 아님을 깨닫고. 공부로 전향. I'm a boy부터 시작해 재수 끝에 명문대에 입학했다. 문무를 겸비한 데다 학업 부진 학생의 심리를 너무나 잘 알기에 한나의 MBA 과외교사이자 보디가드 역할을 충실히 수행했다. 한나가 위기를 겪을 때마다 태생적 범생이들과는 다른 비범한 해결책과 필요에 따라서는 물리적인 방법도 과감하게 시행하는 영우가 두려워하는 건 오직 한나뿐이다. 그녀가 자신의 속마음을 드러내며 여자로 다가오는 그 순간. 언감생심. 어디 재벌가 딸을... 까딱하면 해고다. 진짜 까딱하면 본인의 속마음도 들킨다. 살아남기 위해선 마음을 숨겨야 하는데... 요즘, 강한수 부사장의 눈빛이 수상하다. 티가 난 것이다. 이제 박차장은 한나의 유일한 편이 아니라, 가장 큰 리스크가 되었다.
이제, 방법은 하나다. 리스크는 최대한 빨리 제거하는 것이 정답이고 그것이 박 차장이 숨겨둔 마음을 표현할 수 있는 유일한 방법이니까.

### VC 기획 사람들
- 전혜진 : 조은정 역 - VC기획 제작2팀 카피라이터/차장

“남들이 ‘텔레비전에 내가 나왔으면’ 하고 노래 부를 때 난 ‘텔레비전에 내 카피 나왔으면’ 하고 노래 불렀다고!”
조은정에게 성공은 [두 마리 토끼 잡기]다.
착하고, 예쁘고, 똑똑하고, 사랑받고 자라 구김살 없는 성격에. 성인 남성보단 많고 먹방 유튜버보다는 적은 식사량을 가진 육식러. 입만 열면 적재적소에 꽂히는 감각적인 개드립이 마구 튀어나오는 트렌디하고 말랑한 카피를 잘 쓰는 10년 차 카피라이터이자 분위기 메이커. 야근을 당근으로 아는 광고판에서 남들보다 매우 이른 20대에 결혼해 다섯 살 아들 둔 워킹맘으로. 남들보단 조금 더 고되고 험한 회사생활을 하던 중. 업계 1등 씨디인 고아인에게 콜이 들어왔고, 모두 쌍수를 들고 말렸지만. 은정은 망설임 없이 바로 콜! 했다. 어차피 할 야근, 어차피 당할 갑질, 어차피 겪을 개고생이라면. 포트폴리오라도 반듯하게 챙겨서 광고판에 조은정 이름 석 자 알려보자! 싶었으나... 폭발적으로 늘어난 업무량에 가족들의 불만도 같이 폭발했다. 결국 아들의 극강 꼴통 짓 때문에 눈물을 머금고 사표를 내는데... 어라? 피의 숙청으로 인해, 씨디로 승진했다!
하지만 문제는 이제부터 시작이다. 조은정 CD VS 아지 엄마 은정은 이제 선택해야 한다. 성공한 광고인이 될 것인가. 사랑받는 엄마가 될 것인가.
- 이창훈 : 한병수 역 - VC기획 제작2팀 아트디렉터/부장

“상무님, 어디까지 가시려는 겁니까... 언제까지 싸우시려는 거예요...”
한병수에게 성공은 [무탈하게]다.
온화하고 정직한 성품으로 회사 내에서 두루두루 관계가 좋다. 그래서인지 일 년도 버티기 힘들다는 고아인 팀에서 십 년을 함께 한 팀원이자 사람에게 곁을 주지 않는 아인과 회사 사람들 사이를 연결하는 소통창구. 십 년 전, 병수가 아인에게 갖게 된 감정은 궁금증이었다. 무엇이 한 인간을 저렇게 성공에 집착하게 만들었는지. 온갖 비난을 들으면서도 눈 하나 깜짝하지 않고 앞으로 전진만 하는지. 그렇게 십 년의 세월을 함께했고. 아인의 과거를 파편처럼 조금씩 알게 된 후에 병수가 갖게 된 감정은 측은함과 애틋함이었다. 병수의 눈에 아인은 칼을 든 소녀다. 살아오면서 받은 상처를 치유하지 못하고 권력을 쥐자 그 힘으로 타인에게 상처 주고, 동시에 자기 자신에게도 상처를 주는. 임원이 되면 나아질 줄 알았지만, 아인의 성공욕은 더 강해졌다. 마치 시위를 벗어난 활처럼. 과녁에 꽂히기 전까지 멈출 것 같지 않다. 고민 끝에 병수는 십 년간 그래왔듯이 아인을 돕기로 했다.
위기도 있고, 갈등도 있고 심지어 떠나기로 마음먹는 순간도 생기겠지만. 옆에 서서 지켜보기로 했다. 아인이 정상에 무탈하게 서는 그날까지.
- 이경민 : 서장우 역 - VC기획 제작2팀 아트디렉터/대리

“나는 오타쿠가 아니라 완벽주의자라구요!”
서장우에게 성공은 [디테일]이다.
회사 내 정치, 라인, 승진. 뭐 이런 거에는 1도 관심 없는 오타쿠 기질이 농후한 팀 헐렁이. 허나, 일할 때만큼은 1픽셀의 오차도 용납하지 않는 완벽주의자다. 덕분에 팀에선 인정받으며 굳건히 제 몫을 다 하고 있지만. 연예에 있어서는 제 몫을 못 하고 있는 솔로다. 엄마 뱃속부터 지금까지 꾸준히.
- 김대곤 : 권우철 역 - VC기획 제작1팀 CD

“우리 고씨디, 내가 상무 되면 인성교육부터 다시 시켜야겠어.”
권우철에게 성공은 [고아인 뛰어넘기]다.
권씨디에게 고아인은 엄친딸이다. 사원 때는 혼신의 힘을 다해서, 아니 악마에게 영혼을 팔아서라도! 고아인. 저걸 이겨보려고 했지만. 곧 포기했다. 이유는 머리가 부족하다. 한국대 출신인데 무슨 머리가 부족하냐고 하겠지만. 달달 외워서 시험 보는 머리와 일머리는 다르다. 특히나 창의성이 중요한 대행사에선 더더욱. 최상무처럼 VC그룹 승진 3대 키워드를 모두 가졌기에 욕심은 거창하지만 능력은 소박하니... 방법은 하나다. 아부하고 사내 라인 잘 타서 승진하면 된다. 그러니 갑에게는 납작 엎드려서 꼬리 흔들고. 을은 ‘마른 수건도 짜면 물이 나온다’는 자세로 대하며 살았는데... 제작본부장, 내 자리를 최상무가 아인에게 줘 버렸다! 최상무님은 고아인이 일 년짜리니까 기다리라고 하는데... 어째 분위기가 이상하다. 고아인이 밀려날 거 같지 않다. 스스로 살아남을 힘이 없는 권씨디는 이제 선택해야 한다.
최상무냐? 고아인이냐? 순간의 선택이 평생을 좌우하는데... 권씨디는 머리가 나쁘다!
- 정운선 : 배원희 역 - VC기획 제작1팀 카피라이터/수석

“그럼 제가 옷도 신경 써서 입고 다니고, 화장도 하면 씨디 달아주실 건가요?”
배원희는 [나답게] 성공하고자 한다.
실력은 출중하지만, 꾸미지 않아 트렌디와는 거리가 먼 외모와 옷차림의 소유자. 겉모습만 가지고 업무능력을 판단해 버리는 업계의 왜곡된 문화 때문에 씨디로 승진 못하던 중, 아인의 피바람 인사 덕분에 씨디로 승진했다. 이후 사람에게 곁을 안 주는 아인의 닫힌 마음을 여는 일원이자 우군이며. 업계의 나쁜 관행을 깨고 씨디를 달아준 아인에게 절대 충성한다.
- 박지일 : 조문호 - VC기획 대표

“고상무님, 사장이 되면 편안하게 잠이 올까요? 그 이후엔, 그 자리 뺏길까 봐 더 불안하지 않겠어요?”
조문호에게 성공은 [흘러간 과거]다.
세상의 변화와 상대가 숨기고 있는 욕망을 읽는 눈이 탁월했고. 나설 때와 물러설 때를 귀신같이 알았기에. 조 대표는 왕 회장의 총애를 받는 비서실장이자 그룹의 이인자였다. 그래서 당연하다는 듯 차기 회장인 강회장과 갈등이 심했다. 허나 둘 사이에 갈등이 생길 때마다 해소는커녕 더 부추기는 왕 회장을 보며 조 대표는 자신이 강 회장의 승부욕을 달궈주는 장작임을 알게 되었다. 공들여 키우는 선수를 위한 스파링 파트너 정도임을. 그러던 중 강회장의 잘못된 투자로 그룹에 큰 손해가 생기자. ‘머슴이 잘하면 주인이 잘한 거지만. 주인이 잘못하면 머슴 탓’이라는 왕 회장의 지론을 너무나 잘 알고 있었고. 심하게 지쳐있던 탓에. 조 대표는 버려지기 전에 스스로 버림받기로 선택. 총대를 메고. 강등당하고. 그룹의 변방인 자회사에서 근무를 하다 정년을 보내기 위해 대행사 대표로 와 있다. 최 상무는 조대표를 이빨 빠진 호랑이로 보지만 한때 그룹 이인자였던 조대표의 눈과 귀는 아직 녹슬지 않았다.
겉으론 호인처럼 허허거리지만, 대행사와 그룹 내의 모든 것을 파악하고 있다. 아인과 최상무 사이에서도 결정적인 순간에 가르마를 타주고. 어릴 적부터 예뻐했던 한나가 대행사로 출근하자 음으로 양으로 가르치며 후견인 같은 역할을 한다.
- 백수희 : 정수정 역 - 아인의 비서

“살려주세요, 상무님. 저는 그냥 최상무님이 시켜서...”
정수정에게 성공은 [정규직]이다.
지방대 비서학과를 졸업하고 비서로 취직했지만. 다 계약직이었다. 그러다 최 상무를 만났고, 아인의 감시만 잘하면 정직원 시켜주겠다는 제안을 받았다. 이후 아인의 일거수일투족을 감시하다가. 눈치 빠른 아인에게 최 상무 자석임을 들켜버렸다. 까딱하면 정직원은커녕 계약기간도 다 못 채우고 쫓겨날 상황인데... “니가 나한테 쓸모있는 사람이라는 걸 증명해. 이런 지저분한 방법 말고” 아인의 한마디에 수정은 고민에 빠진다.

### 아인 주변 사람들
- 김미경 : 서은자 역 - 아인의 어머니

“자식이 부모 역할까지 하면서 살려니까. 뼈가 빠지게 일을 하는 거겠지. 내가 죄인이지. 내가 죄인이야...”
서은자에게 성공은 아인에게 [밥 한 끼 해 먹이는 것]이다.
남편에게 매일 같이 맞던 은자는 어느 순간 깨달았다. 이 세상에 내 목숨보다 소중한 것은 없다는 사실을. 딸보다 자신의 목숨이 더 소중하다는 것을. 그래서 결국, 7살 난 아인이를 버리고 도망쳤다. 꼭 데리러 오겠단 약속을 지키려고 노력했다. 곧 약속을 지킬 수 있을 줄 알았다. 허나, 어떻게 알고 일하는 식당으로 남편이 찾아왔고 도망친 아인모는 다시는 고향 근처엔 가지 못했다. 그렇게 삼십여 년, 죄책감 속에 살던 은자는 티비에 출연한 아인을 보고선 처음으로 욕심이라는 게 생겼다. ‘딱 한 번만이라도 만나봤으면. 밥이라도 한 끼 해 줘 봤으면...’
- 장현성 : 유정석 역 - 과거 아인의 사수, 현 이모네 포차 사장.

“아인아 회사 그만둔다고 안 죽어. 평일 오후에 산책이 얼마나 좋은데?”
유정석에게 성공은 [숨겨둔 욕망]이다.
술 좋아하고 사람 좋아하는 호인. 실력은 출중했으나 회사 내 정치질엔 젬병이었다. 최 상무와 척을 지고 회사에서 해고된 후 작은 광고대행사를 차렸으나. 광고주 갑질로 망한 이후 외진 동네에서 실내 포차를 운영한다. 500cc 맥주잔에 가 아닌 라는 오타 같은 정타 간판을 달고. 아인이 힘들 때 찾는 곳이자, 유일하게 회사 일 관련해서 마음을 터놓고 대화할 수 있는 상대로 아인에게 항상 욕심 좀 버리고 살라 하지만. 본인도 아직 광고판을 잊지 못했다.
- 김채은 : 유지우 역 - 유정석 의 딸 [예비신부]

- 신수정 : 오수진 역 - 정신과 전문의

<미쳐야 정상인 세상> 정신과 원장이자 아인의 주치의, 아인과 비슷한 가정환경과 과거를 가진 대학 동기이자 유일한 친구다. 아인을 너무 잘 알기에 만나기만 하면 들들 볶지만, 병원에 오면 약만 챙겨서 도망가려는 아인을 남들처럼 살게 만드는 게 소소한 목표다.
- 이기우 : 정재훈 역 - 게임회사 대표

게임회사 대표 특유의 순수함과 자유분방함이 있다, PT 때 본 아인에게 한눈에 빠진 후 조금씩 알아가다, 인간으로서도 매력을 느껴 우정을 가장한 짝사랑으로. 키다리 아저씨처럼, 공기같이. 아인 근처에 존재한다.
- 김수진 : 최정민 역 - VC기획 출신, 독립대행사 대표.

전형적인 여장부 스타일. 전성기 땐 지금의 고아인 못지않았으나. VC기획에선 더 이상 승진이 불가능함을 깨닫고는 정년퇴임 후. 작은 독립대행사를 차려 대장 노릇 하며 살고 있다. 표현은 안 하지만 자신이 이루지 못한 대업을 이룬 아인을 자랑스러워한다.

### VC 그룹 사람들
- 전국환 : 강근철 역 - 왕 회장, VC그룹 창업주.

“아니까 싸우지. 급이 맞으니까 싸우고. 계속 싸우라. 이기는 편 우리 편”
강근철에겐 [살아남은 자가 성공한 자]다.
이북의 부잣집 도련님이었지만 살기 위해 월남했고. 6.25가 터졌고. 기회가 열렸다. 복수하겠다. 방법은 하나. 돌아가신 아버지 땅을 다시 돌려받아야겠다. 다시는 머슴들이 죽창 들고 쳐다도 보지 못할 존재가 되어야겠다. 그렇게 미친놈처럼 사업해서 재벌이 됐고. 내 재산을, 내 회사를 용호가 더 키워야 하는데. 저놈은 물렁하다. 이대로 두면 내가 죽은 이후 VC그룹은 무너진다. 강용호가 무너지는 꼴을 보니 더욱 위험하다. 강한수 강한나는 더 강하게 키워야겠다. 극한의 스트레스 상황에서도 무너지지 않는 인간으로. 그러던 중 자신과 닮은 고아인이라는 머슴이 보인다. 저건 내 손자 손녀라고 고개 숙이지 않는다. 비굴하게 아부하고 꼬리 흔들지 않는다. 딱이다. 손자 손녀를 강하게 키울 스파링 파트너로. 이제 시작인데. 이제 스트레스 테스트 시작인데. 세상 순한 용호가 제 자식 마음 다치니까 덤빈다. 허나 용호가 모르는 게 있다. 이건 네 아들과 딸의 문제가 아니다. 내가 이룩한 VC그룹 존망의 문제지. 싫으면 나가라. 용호 너도 내 아들이기 이전에 내 머슴이다. 내가 만든 회사에서 돈 받아서 먹고살고 있으니.
- 송영창 : 강용호 역 - VC그룹 회장

“아버지... 뭐 방법 없을까요?”
강용호에게 성공은 [아버지의 인정]이다.
아직도 아버지가 무섭고, 사업도 싫다. 끊임없이 갈등하고, 반목하고, 의심해야 하는 회장 자리가 싫다. 이 힘든 걸 빨리 내려놓고 장자인 한수에게 넘기고 싶다. 강회장에게 한수는 목이 부러질 정도로 무거운 왕관을 이임해야 하는 사람이지만. 한나는 그냥 딸이다. 사랑스러운 딸. 제발, 제발... 회장이 된다느니 어쨌다느니 좀! 하지 말았으면 좋겠다. 하지만 안다. 한나 저게 아버지 판박이라는 걸. 그래도 하지 말아라. 왜 스스로 지옥으로 걸어 들어가냐. 행복하게 살 수 있는데... 헌데, 아버지 생각은 다른 거 같다. 끊임없이 한수와 한나를 싸우게 하려고 한다. 피투성이가 되어서도 살아남은 자에게 왕관을 주려고 한다. 한나를 위해서 한수를 지지해야 한다. 빨리 부회장 자리를 채우면 된다. 자리가 없는데 한나가 무슨 수로 회장이 되니 뭐니 하겠나. 한나의 꿈을 꺾는 것. 그것이 강회장식 사랑 표현법이다.
- 조복래 : 강한수 역 - VC그룹 본사 부사장

“하기 싫은 공부, 하기 싫은 사업. 결혼하기 싫은 여자. 다 받아들였습니다. 장자니까요. 그룹을 이어받아야 하는 장자니까!”
강한수에게 성공은 [정해진 결론]이었다.
한수의 인생은 한수의 것이 아니다. 싫어도 싫은 티 안 내고. 시키면 시키는 대로 살았다. 그는 회장이 되기 위해 태어났고, 차기 회장이 될 사람이니까. 하지만 그룹 내 분위기가 묘하게 변하고 있다. 한나를 언급하는 이들이 늘고 있다. 대행사로 출근한 이후 불가능하다고 했던 일들을 처리해내고 있고. ‘재벌이 품위 없이 뭐 하는 짓이냐고’ 하던 돌아이 짓거리가 요즘 들어서는 대중에게 열렬히 환영받는 행동이 되고 있다. 무색무취의 은둔자 아싸형 회장을 바래왔던 분위기에서 대중이 열광하고 그들과 소통하는 인싸형 회장으로 트렌드가 바뀌는 조짐이다. 여기서 끊어야 한다. 더 시간을 끌면 내 자리를 빼앗길 수도 있다. 내가 상대보다 빛날 수 없다면 상대를 밑바닥으로 끌어내리면 된다. 우선 한나랑 박차장을 엮어봐야겠다. 아무리 할아버지가 예뻐한다 해도 머슴이랑 정분나면 등을 돌릴 테니까. 더해서 한나 뒤에 누가 있는지 알아야겠다. 절대 저 돌아이가 혼자 할 수 있는 일이 아니다. 사람을 시켜서 알아봤더니 고아인 상무의 성과라고 하는데... 머슴한테 손을 내밀기는 자존심 상하고. 내버려 두자니 한나가 자꾸 커가니.
이젠 결정해야 한다. 고아인 저걸. 내 사람으로 만들거나, 한나도 쓰지 못하게 망가트리거나.
- 정승길 : 김태완 역 - VC그룹 본사 비서실장

“한수? 한나? 누가 되든 상관없어, 최대한 오래 경쟁하는 게 나한테 이익이지.”
김태완에게 성공은 [갈등 유지]다.
때로는 내 편 같고, 때로는 남의 편 같은. 속내를 알 수 없는 강회장의 오른팔이자 그룹 내 이인자. 주인보다 뛰어난 머슴. 특별한 일이 발생하지 않는 이상, 한수가 차기 회장임을 알지만. 왕 회장 미니미 한나가 녹록한 인물이 아님을 알기에. 그 누구의 편에도 서지 않고 균형을 맞추며 두 사람을 저울질 때론 이간질하면서 자신의 몸값을 높인다.
- 김민상 : 배정현 역 - VC그룹 본사 법무팀장

우원 회장을 보석으로 빼내라는 지시를 처리하지 못해 스카우트 1년 만에 쫓겨날 위기에 처하지만, 아인 덕분에 겨우 살아남는다.

### 그 외 인물
- 정원중 : 김우원 역 - 우원그룹 회장, 강회장 예비 사돈.

아버지에게 물려받은 지방의 중소건설사를 기반으로 시작해서 재계 서열 10~20위 사이의 재벌그룹으로 키워냈다. 자신의 능력으로 기업을 키워낸 인물답게 실용적이며, 수완 좋고, 허례허식이 없다. 경영권 방어를 위해 한수와 딸 서정을 정략결혼 시키려는 중 수백억대 비자금을 조성한 혐의로 구속된다.
- 정예빈 : 김서정 역 - 우원그룹 부사장, 우원회장의 딸.

태어난 날부터 지금까지 한나와 영혼의 라이벌이다. 허나 그건 본인만의 생각. 어린 시절부터 한나의 그늘에 가려졌다. 집도 한나가 더 부자고. 외모도 한나가 더 우월하고. 인기도 한나가 더 많다. 결혼을 약속한 한수가 자신을 탐탁지 않아 하는 걸 알지만 그래도 괜찮다. 감정 기복도 심하고, 냉정하지 못한 자신과 정반대인 한수가 좋다. 더해서 VC그룹 지분을 가진 아버지가 한수를 부회장으로 추대하면. 강한나는 아웃이다. 이길 수 있다. 강한수와 결혼하면 강한나를 이길 수 있다. 그런데도 서정은 한나를 어느 정도 이상 미워할 수는 없다. 영원히 끼리끼리 어울리며 살아야 한다는 것을 안다. 볼 때마다 싸우지만. 영원히 보고 살 사람도 강한나다. 영원한 경쟁자이자. 유일한 친구.
- 김라온 : 송아지 역 - 은정의 아들, 딱 엄마 닮은 수준급 땡깡러.

“나 엄마 없어. 우리 엄마 아니야. 광고 엄마야!”
송아지가 성공하면 은정은 [백수]다.
도장 찍고서 헤어질 수 있는 사이면. 엄마랑 도장 찍고 헤어질 분위기. 이유는 하나. 우리 엄마 아니고 광고 엄마니까. 성공한 엄마보다 항상 옆에 있는 백수 엄마를 꿈꾸는 철부지 유치원생.
- 조은솔 : 송정호 역 - 은정의 남편, 공무원.

“애만 낳아주면 내가 다 키울게. 진짜! 약속!”
송정호는 [이미] 성공했다.
독박육아를 실천 중인 은정의 남편. 결혼만 하면, 애만 나으면. 내가 책임질게! 하고선. 정말 다 지켰다. 은정이 일에 몰두할 수 있도록. 허나 아들만은 책임지지 못한 순둥이. 일과 가정 사이에서 힘들어하는 은정이를 볼 때마다 죄책감을 느끼며 산다.
- 윤복인 : 박경숙 역 - 은정의 시어머니, 정호의 어머니. 아지의 친할머니.

“자식 일에 감 놔라 배 놔라. 딱 질색이야.”
박경숙에게 성공은 [모른 척]이다.
실질적인 양육 및 살림 담당. 허나 드라마에서 그러하듯 은정과의 갈등은 없다. 여자가 어쩌니, 며느리가 어쩌니. 이런 말 딱 싫어한다. 그래서 막장 일일드라마도 안 보는 이 시대의 권장할만한 시어머니상.
- 미상 : 홍주영 역
- 성창훈
- 정욱
- 주부진
- 송영규 : 황석우 역
- 미상 : 우원의 비서 실장 역
- 정인기 : 석재 역
- 미상 : 김우원 사건담당 부장판사 역
- 이동하 : 석산그룹 아들 역
- 미상 : 서은자의 남편 역
- 미상 : 부하 직원 역
- 미상 : 음주운전으로 자숙 중인 배우 역
- 임지규 : 차성우 역 제작 3팀 부장. 최창수 상무 라인

## 시청률
최저 시청률과 최고 시청률은 시청률 조사회사와 지역별로 시청률에 차이가 있을 수 있습니다.
| 2023년 | 2023년   | 2023년                                              | 2023년         | 2023년       |
| 회차   | 방송일   | 부제 (서브 타이틀)                                  | AGB 시청률     | AGB 시청률   |
| 회차   | 방송일   | 부제 (서브 타이틀)                                  | 대한민국(전국) | 서울(수도권) |
| ------ | -------- | --------------------------------------------------- | -------------- | ------------ |
| 제1회  | 1월 7일  | 백조는 물 밑에서 쉬지 않고 발버둥 친다              | 4.797%         | 5.520%       |
| 제2회  | 1월 8일  | 전략적으로 생각하고 미친년처럼 행동한다             | 5.102%         | 5.369%       |
| 제3회  | 1월 14일 | 사자가 자세를 바꾸면 밀림이 긴장한다                | 6.481%         | 7.149%       |
| 제4회  | 1월 15일 | 기쁨은 나누면 질투가 되고 슬픔은 나누면 약점이 된다 | 8.907%         | 9.286%       |
| 제5회  | 1월 21일 | 밤에는 태양보다 촛불이 밝은 법                      | 5.869%         | 6.545%       |
| 제6회  | 1월 22일 | 바보의 말에도 귀를 기울여라                         | 7.711%         | 8.111%       |
| 제7회  | 1월 28일 | 배고픈 짐승에게 먹이 주는 법                        | 9.150%         | 9.606%       |
| 제8회  | 1월 29일 | 준비된 악당은 속도가 다르다                         | 11.959%        | 12.400%      |
| 제9회  | 2월 4일  | 기적을 만드는 사람들                                | 10.902%        | 11.692%      |
| 제10회 | 2월 5일  | 계산서는 반드시 청구된다                            | 11.629%        | 12.434%      |
| 제11회 | 2월 11일 | 개와 늑대의 시간                                    | 10.444%        | 11.372%      |
| 제12회 | 2월 12일 | 잃어버린 것 잊어 버리기                             | 12.658%        | 14.135%      |
| 제13회 | 2월 18일 | 발등은, 믿는 도끼에 찍히는 법                       | 11.049%        | 11.360       |
| 제14회 | 2월 19일 | 전쟁은 죽은 자에게만 끝난다                         | 13.383%        | 14.041%      |
| 제15회 | 2월 25일 | 하고 싶은 일, 하지 말아야 하는 일, 해야 하는 일     | 13.149%        | 13.841%      |
| 제16회 | 2월 26일 | 바람이 불지 않는다면 노를 저어 나아간다 (최종회)    | 16.044%        | 17.267%      |